# Chūō-ku (Sapporo)
Chūō-ku (jap. 中央区, dt. „Zentralbezirk“) ist einer von zehn Stadtbezirken (ku) von Sapporo, der Hauptstadt der japanischen Präfektur Hokkaidō. Er ist 46,42 km² groß und umfasst das Zentrum Sapporos sowie einige angrenzende Gebiete. Im Norden grenzt er an Kita-ku, im Nordosten an Higashi-ku, im Osten an Shiroishi-ku, im Südosten an Toyohira-ku, im Süden an Minami-ku und im Westen an Nishi-ku.

## Geographie
Chūō-ku erstreckt sich 15,3 km in Ost-West-Richtung und 9,8 km in Nord-Süd-Richtung. Es ist die Keimzelle von Sapporo, die zu Beginn der Meiji-Zeit als Planstadt gegründet worden war. Nach amerikanischem Vorbild hat das Straßennetz eine schachbrettartige Form. Es ist nicht exakt nach den Haupthimmelsrichtungen ausgerichtet und auch sonst gibt es vereinzelte Abweichungen. Einen Häuserblock breit ist der von Westen nach Osten verlaufende Ōdōri-Park. Nördlich des Parks konzentrieren sich die Regierungseinrichtungen, südlich und westlich davon erstrecken sich dicht bebaute Wohn- und Geschäftsviertel.
Der Toyohira bildet die gesamte Ostgrenze des Bezirks. Von diesem Fluss zweigt der nach Norden führende Sōsei-Kanal ab. Das östliche Drittel des Bezirks liegt in der weitläufigen Schwemmebene des Toyohira. Daran schließt sich dünn besiedeltes, hügeliges Terrain an; markante Erhebungen in diesem Gebiet sind Maru-yama (225 m), Jinja-yama (237 m), Ōkura-yama (307 m) und der Aussichtsberg Moiwa-yama (531 m). Gebirgig, dicht bewaldet und weitgehend unbewohnt ist das westliche Drittel am Kobayashi-Pass sowie an den Ausläufern von Hyakumatsuzawa-yama (1010 m) und Toishi-yama (765 m).

## Geschichte
1857 ließen sich die Pioniere Shimura Tetsuichi und Yoshida Shigehachi am Ufer des Toyohira nieder. 1866 beauftragte das Tokugawa-Shōgunat den Samurai Ōtomo Kametarō mit dem Bau des Sōsei-Kanals, um die Landwirtschaft in der Gegend zu fördern. Kurz nach der Meiji-Restauration beschloss die neue kaiserliche Regierung, am Toyohira eine Planstadt zu gründen, von der aus die Insel Hokkaidō systematisch kolonisiert werden sollte. Unter der Leitung von Shima Yoshitake entstand in kurzer Zeit ein Straßennetz, das die Basis für die künftige Entwicklung legte. Der Stadtname stammt von der nahe gelegenen Ainu-Siedlung Satsuporo (im heutigen Bezirk Higashi-ku).
1879 erlangte Sapporo die lokale Selbstverwaltung als kreisangehörige Stadt (machi) innerhalb des Landkreises Sapporo-gun, wobei die übrigen Gemeinden bis 1884 von hier aus mitverwaltet wurden. 1886 kam es zu den ersten Eingemeindungen, durch die das Stadtgebiet ungefähr den heutigen Bezirksgrenzen entsprach. Am 1. August 1922 erhielt Sapporo durch Regierungsbeschluss den Status einer kreisfreien Stadt (shi). Weitere Eingemeindungen folgten in den Jahren 1941 bis 1967. Am 1. April 1972 teilte die Regierung die Stadt in Bezirke (ku) ein, wobei das Stadtzentrum seither zu Chūō-ku gehört.

## Verkehr
Chūō-ku ist der Ausgangspunkt mehrerer wichtiger Straßenverbindungen. Dazu gehören die Präfekturstraße 124 (und daran anschließend die Nationalstraße 5 nordwestwärts nach Otaru), die Nationalstraße 231 nordwärts nach Rumoi, die Nationalstraße 12 nordostwärts nach Iwamizawa, die Nationalstraße 36 südostwärts nach Muroran und die Nationalstraße 230 südwärts ins Toyohira-Tal. Der westlichste Teil des Bezirks beim Kobayashi-Pass ist nur mit einem Umweg über die Präfekturstraße 82 erreichbar.
Der Hauptbahnhof Sapporo an der Hakodate-Hauptlinie ist ein bedeutender Eisenbahnknotenpunkt. Von hier aus sind alle größeren Städte Hokkaidōs und der Flughafen Neu-Chitose mit direkten Zügen der Bahngesellschaft JR Hokkaido erreichbar. Im Bahnhof Sōen ganz im Norden des Bezirks zweigt die Sasshō-Linie ab.
Drei Linien der U-Bahn Sapporo kreuzen sich im Stadtzentrum am Hauptbahnhof und in der Station Odori: die Namboku-Linie von Norden nach Süden die Tōzai-Linie von Westen nach Osten und die Tōhō-Linie von Nordosten nach Südosten. Die Straßenbahn Sapporo verbindet das Zentrum mit den südlich angrenzenden Stadtteilen; das Netz besteht aus einem 8,9 km langen Rundkurs. Hinzu kommen zahlreiche Buslinien privater Unternehmen und eine Luftseilbahn auf den Moiwa-yama.

## Sehenswürdigkeiten
| - Botanischer Garten der Universität Hokkaidō - Ehemaliges Regierungsgebäude von Hokkaidō - Fernsehturm Sapporo - Hōheikan - Hokkaidō-Schrein - JR Tower - Maruyama-Park mit Baseballstadion und Sapporo-Maruyama-Zoo - Miyanomori-Schanze | - Nakajima-Park - Ōdōri-Park - Ōkurayama-Schanze - Sapporo Factory - Sapporo Grand Hotel - Sapporo-Uhrturm - Susukino (Vergnügungsviertel) - Wintersportgebiet Bankei |

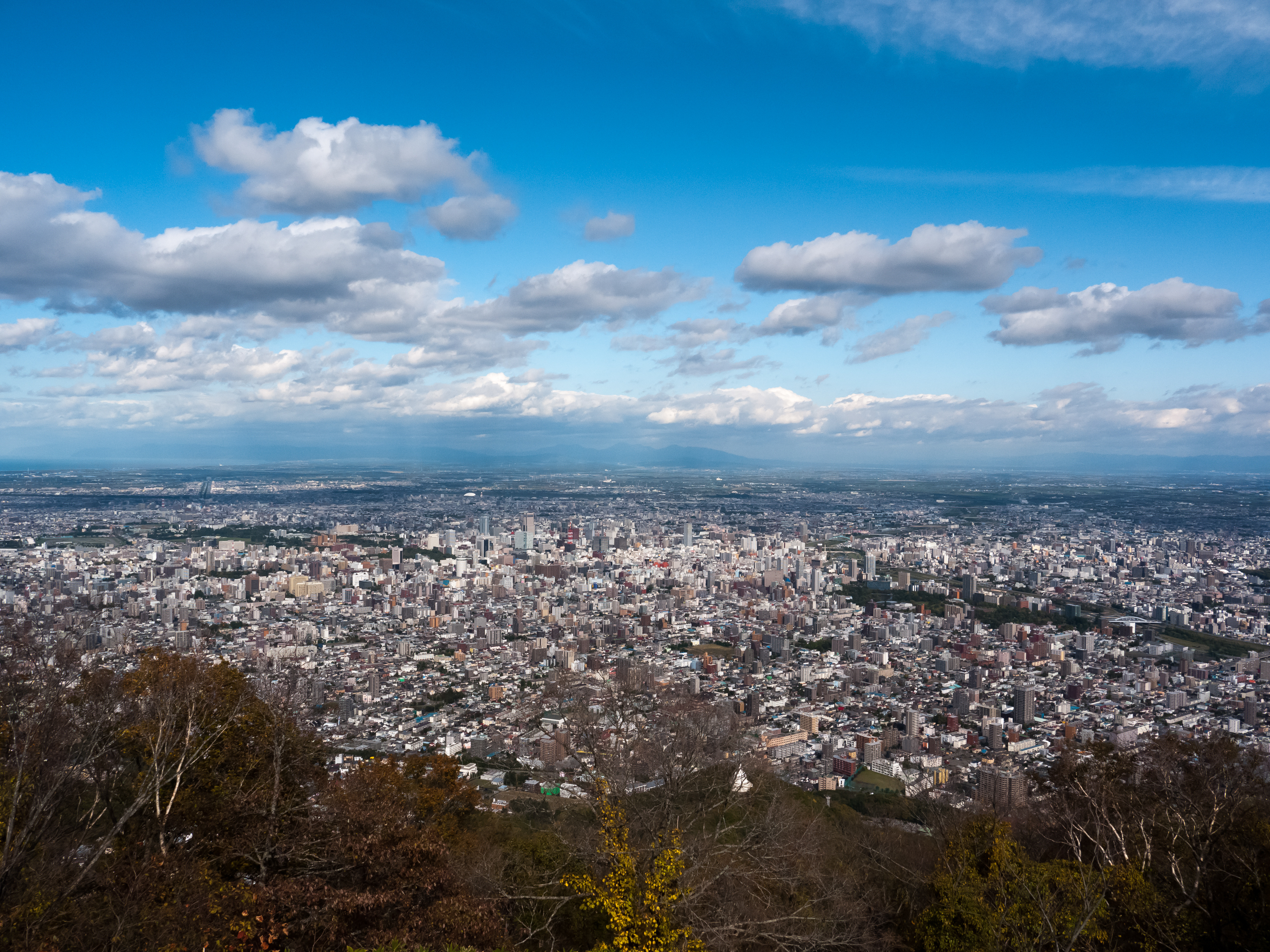
Aussicht vom Moiwa-yama
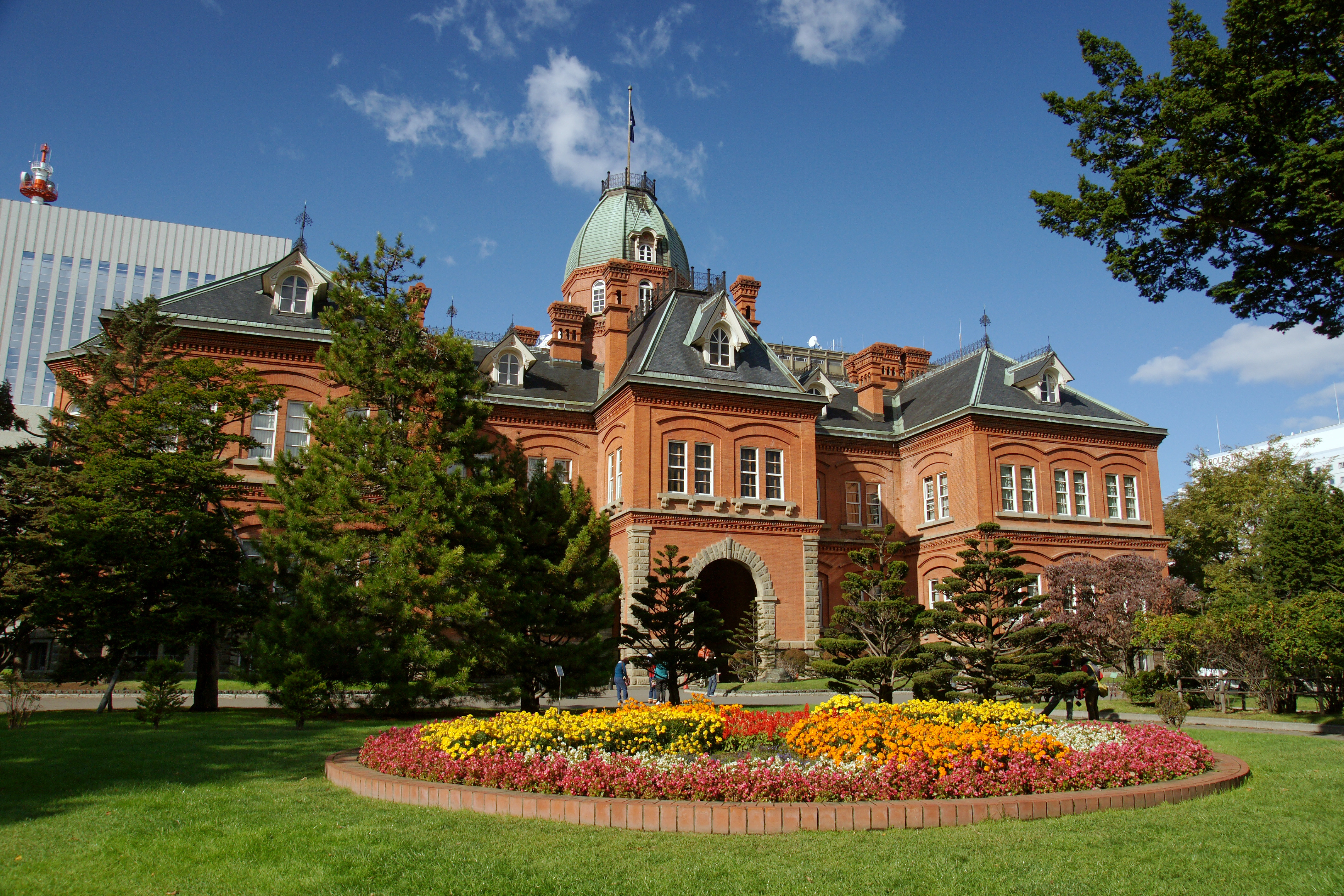
Ehemaliges Regierungsgebäude
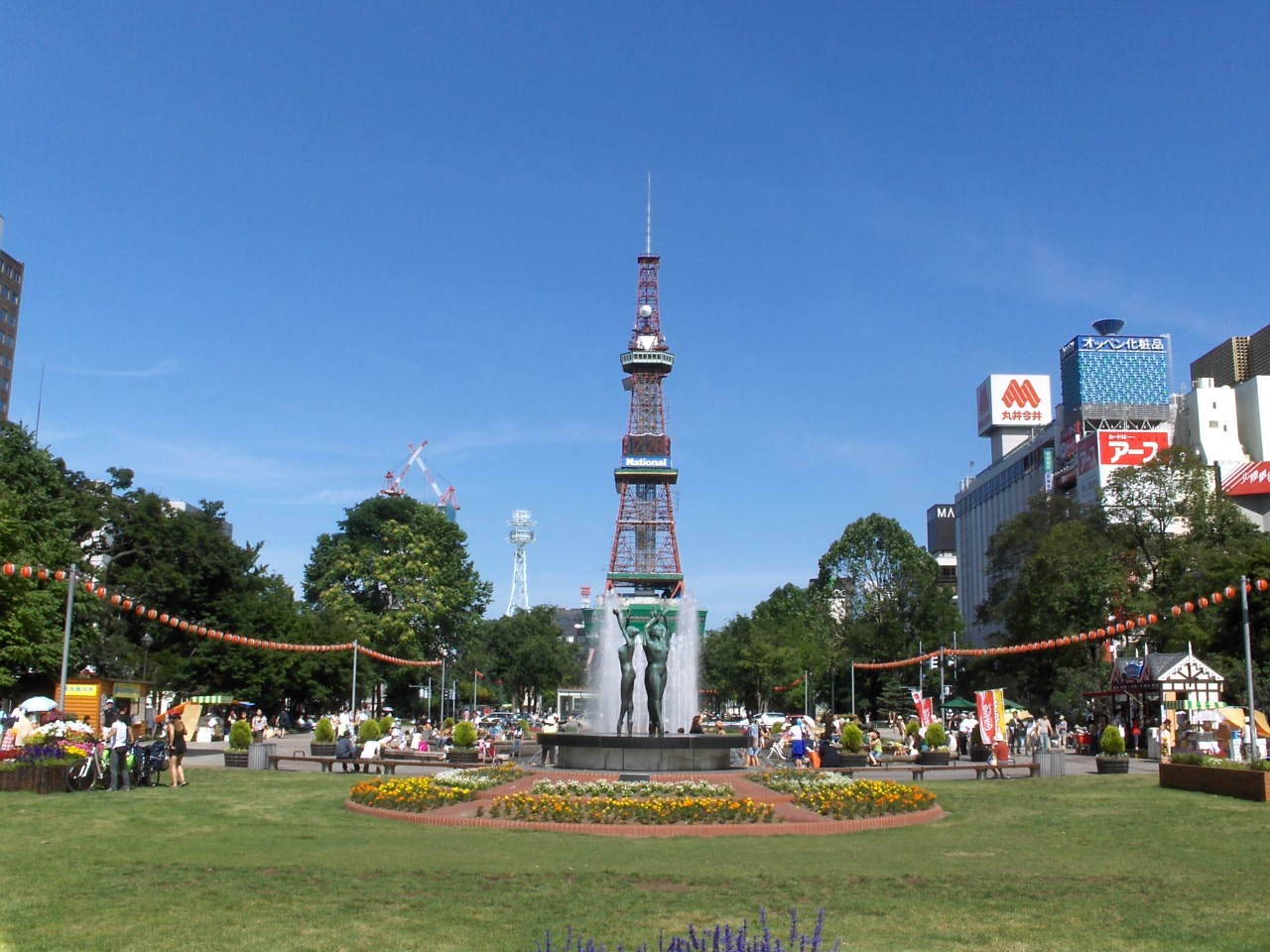
Ōdōri-Park und Fernsehturm
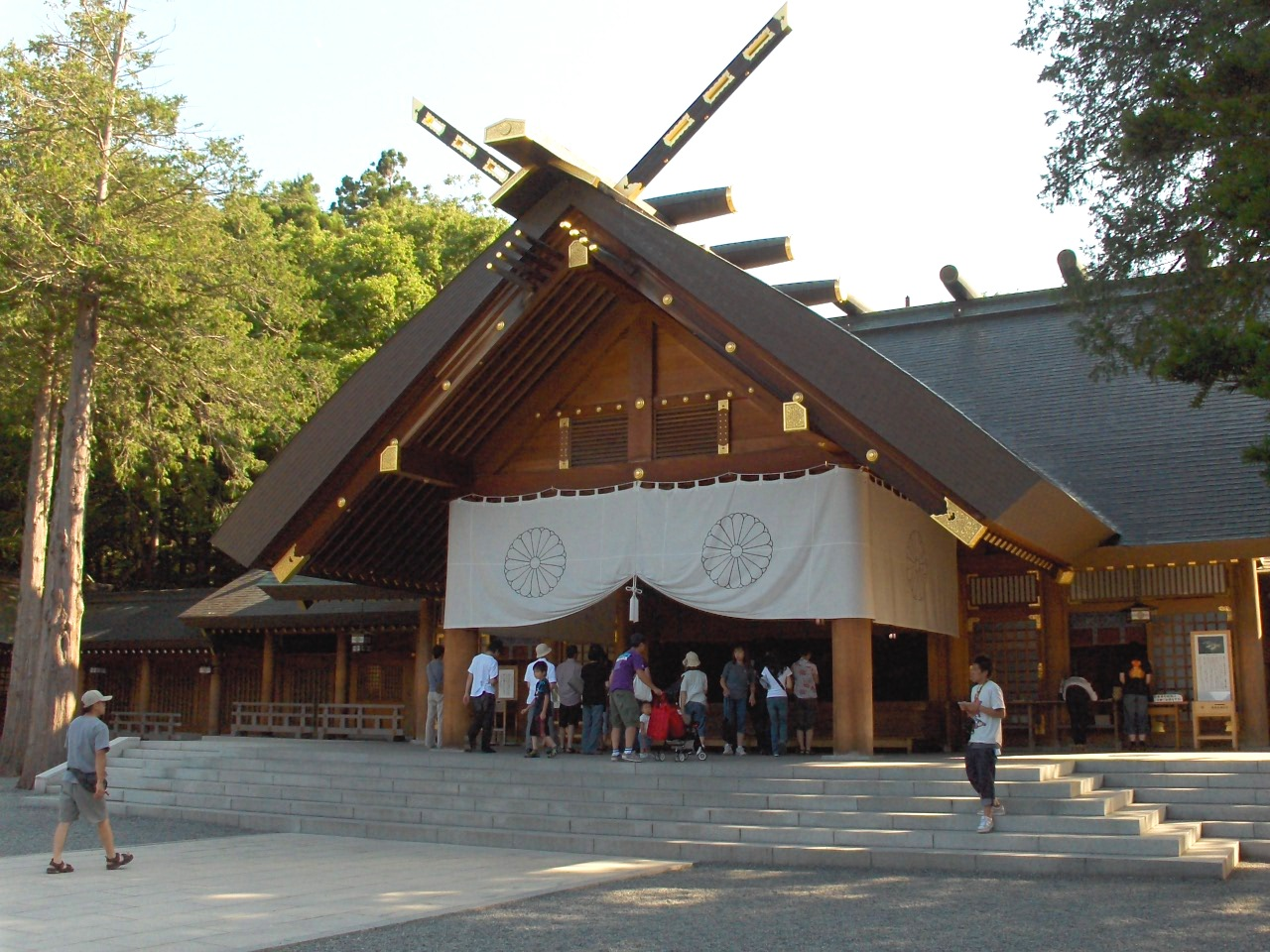
Hokkaidō-Schrein
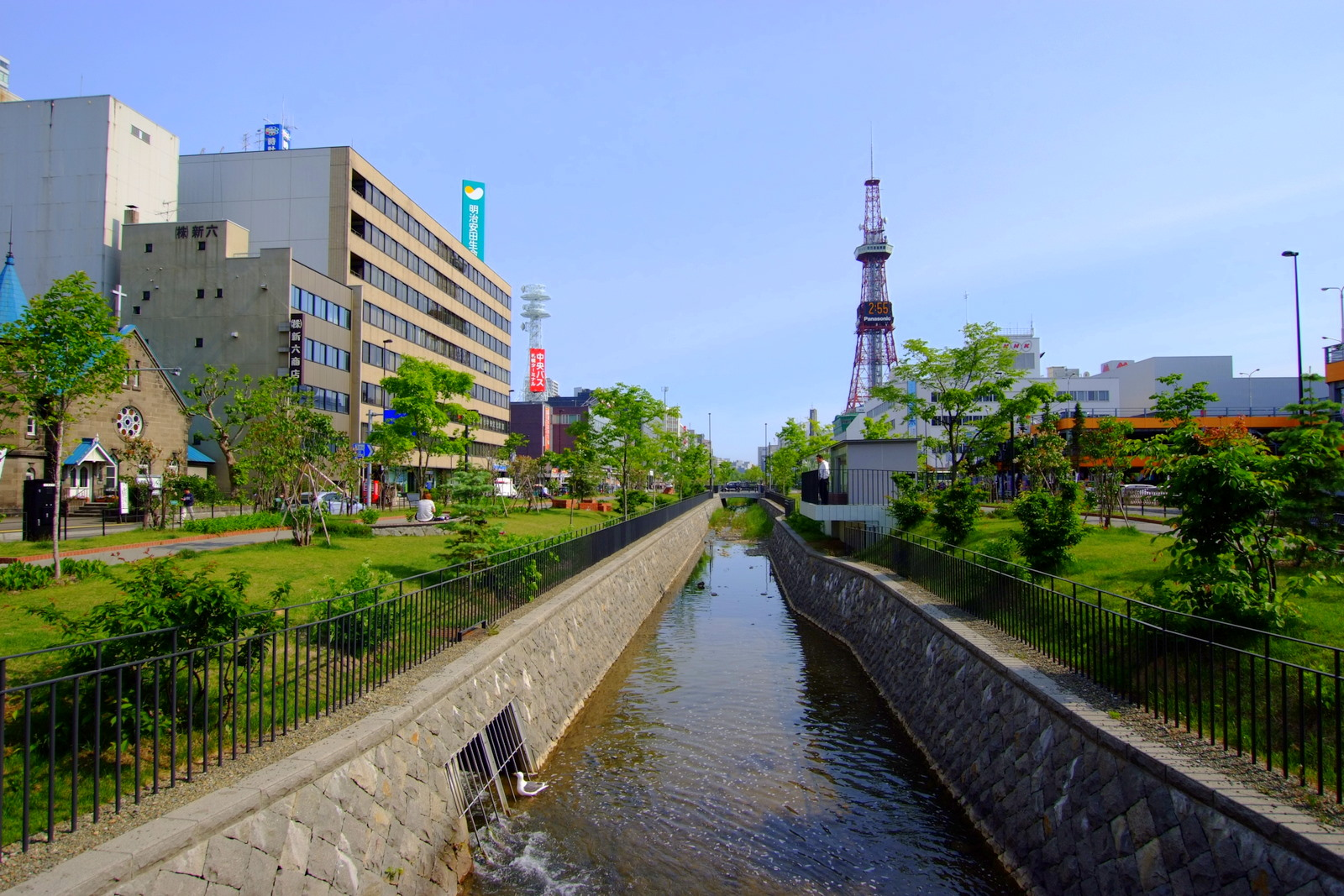
Park am Sōsei-Kanal
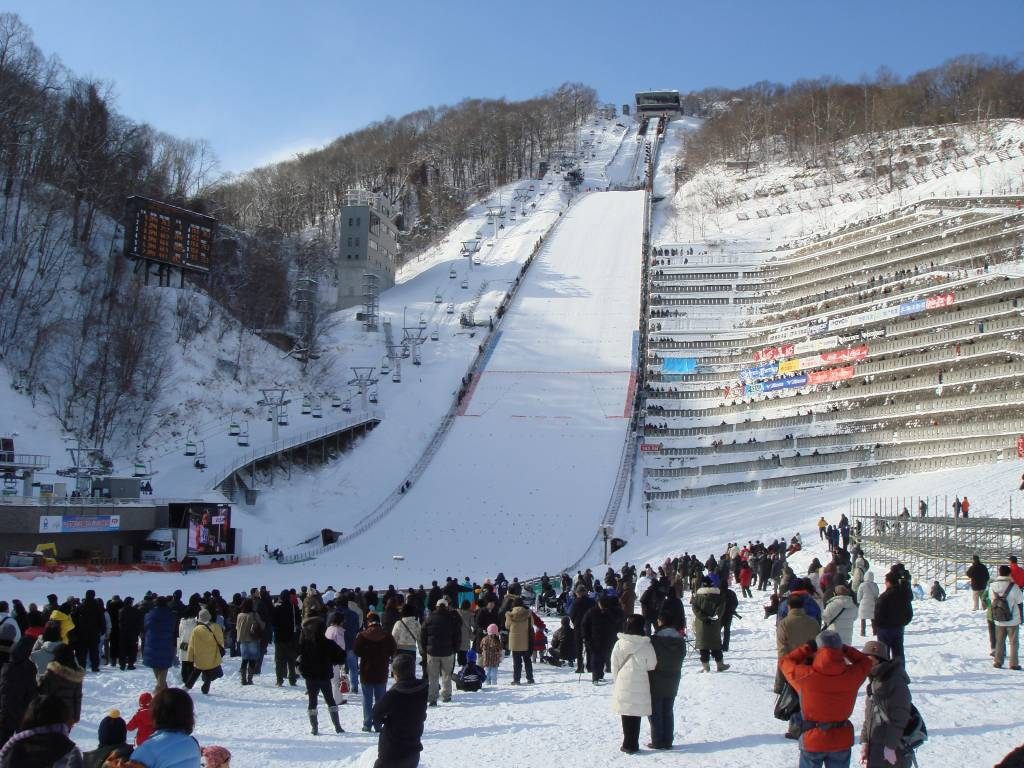
Ōkurayama-Schanze
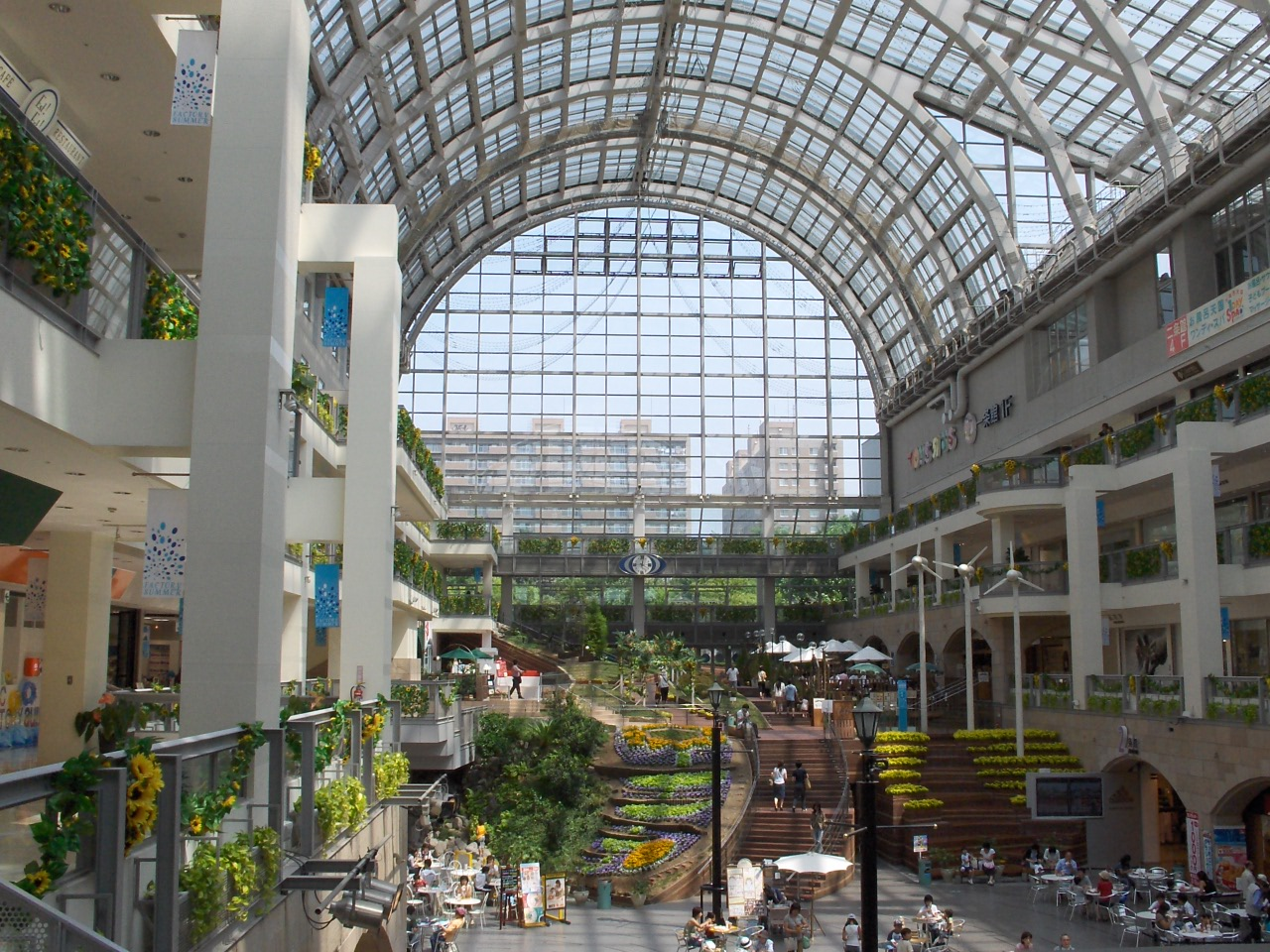
Sapporo Factory
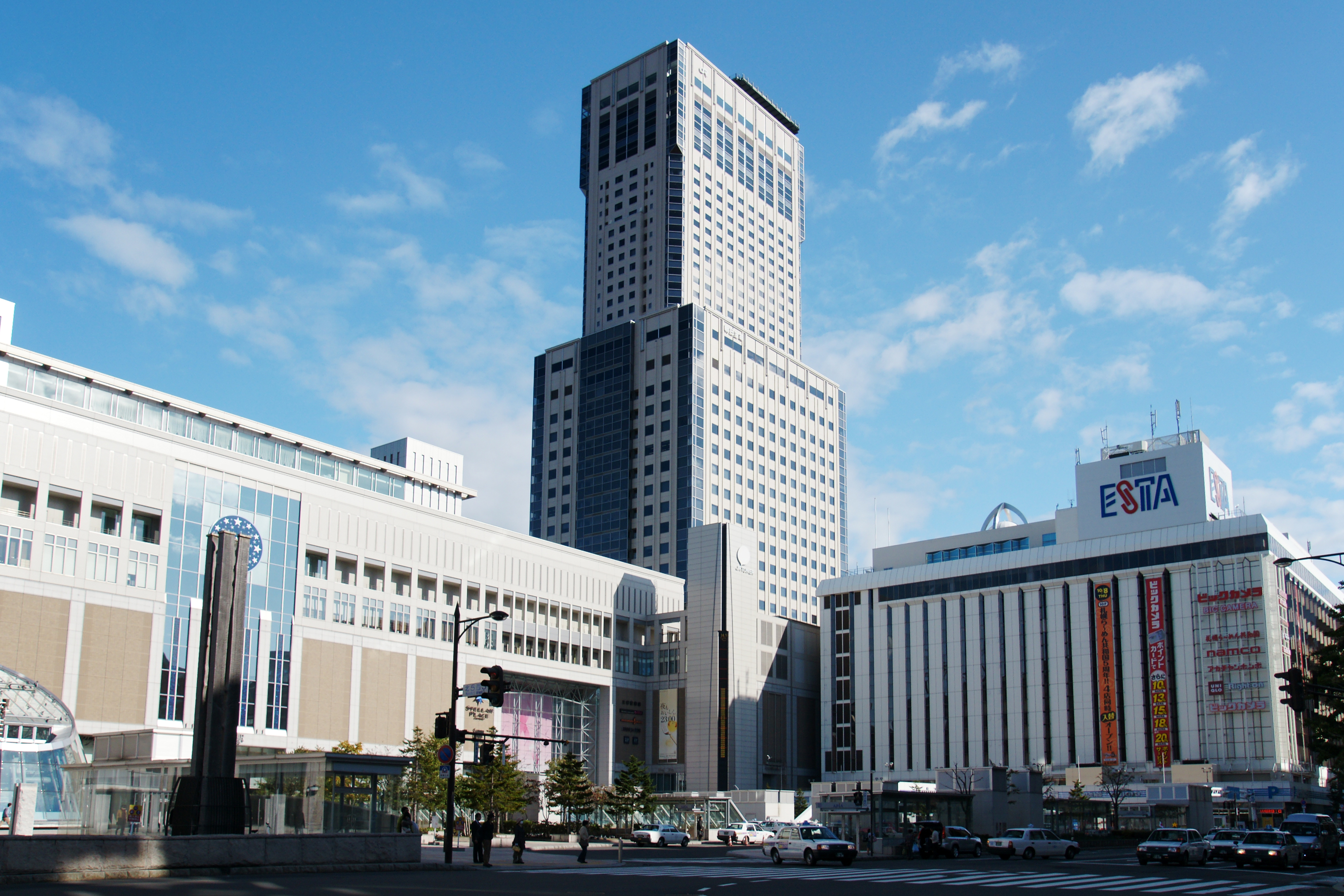
JR Tower und Hauptbahnhof
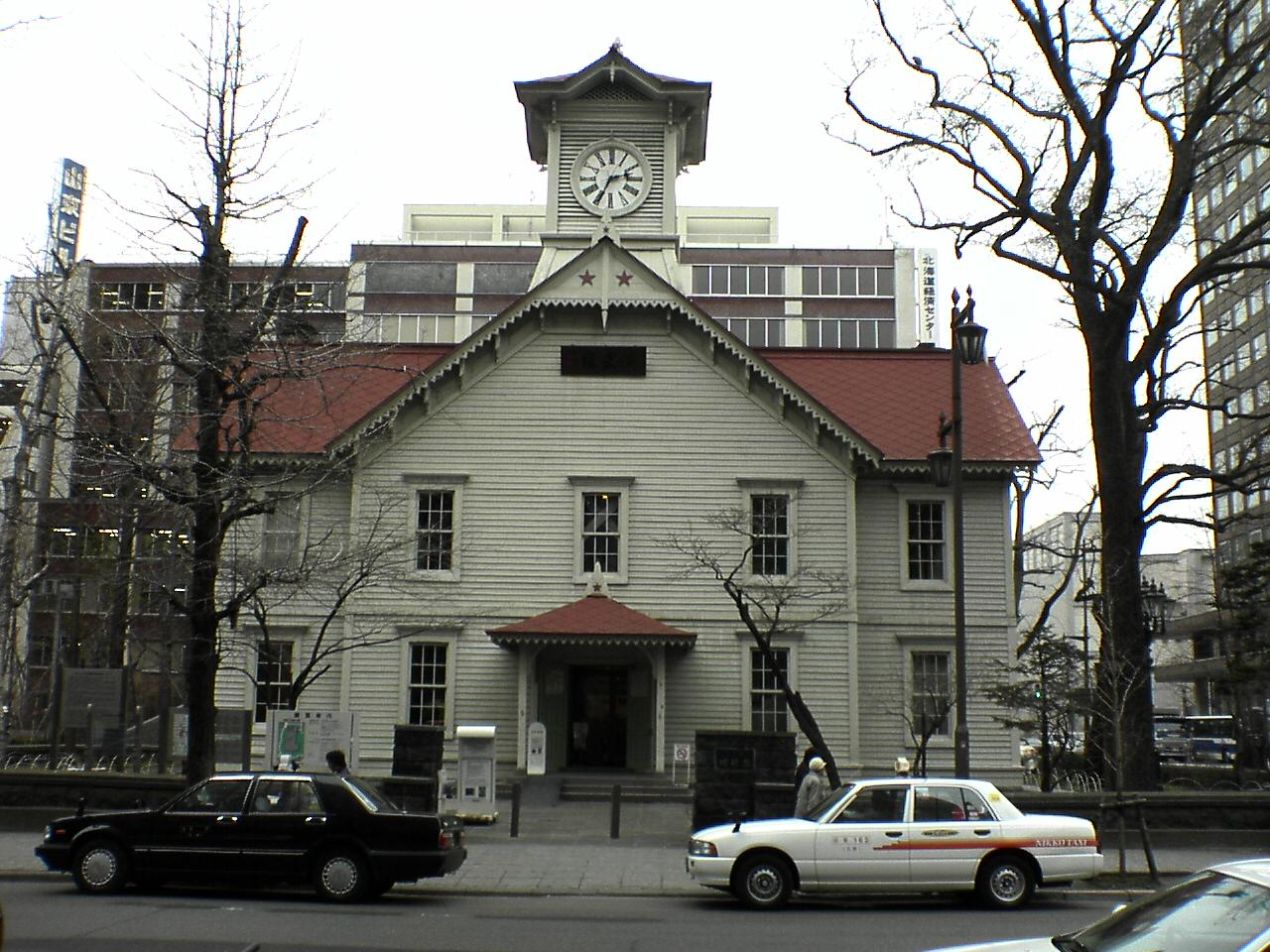
Sapporo-Uhrturm
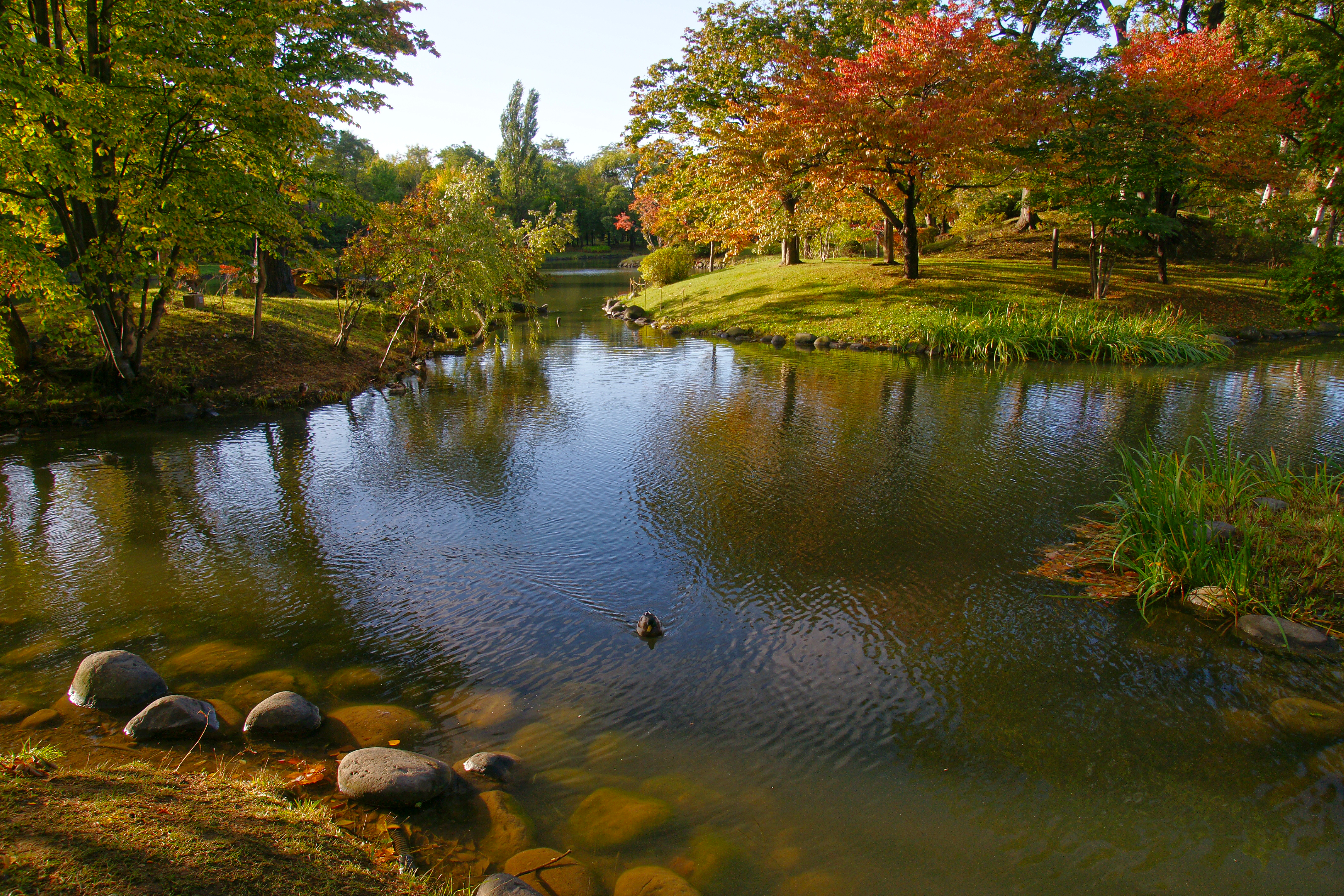
Nakajima-Park
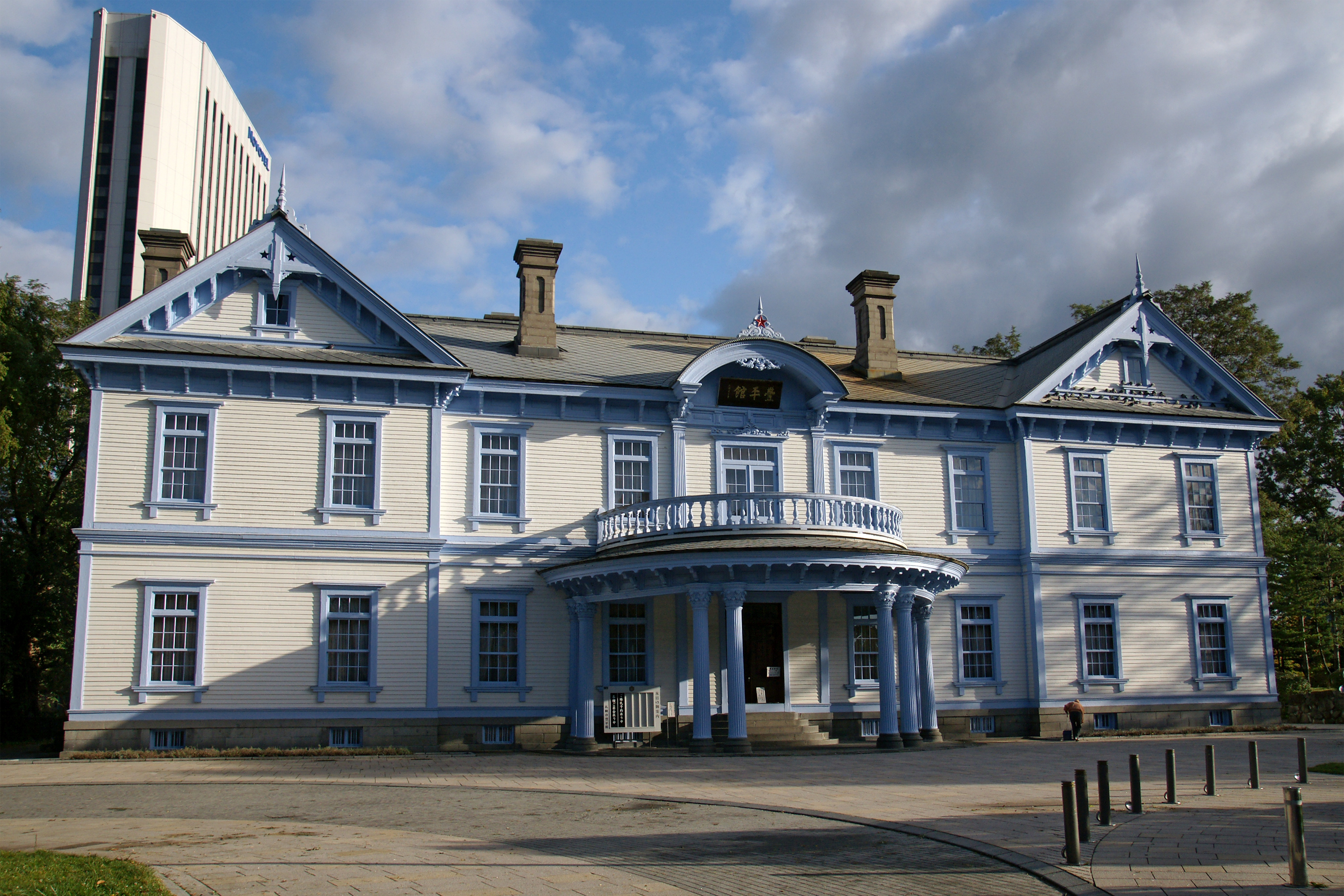
Hōheikan
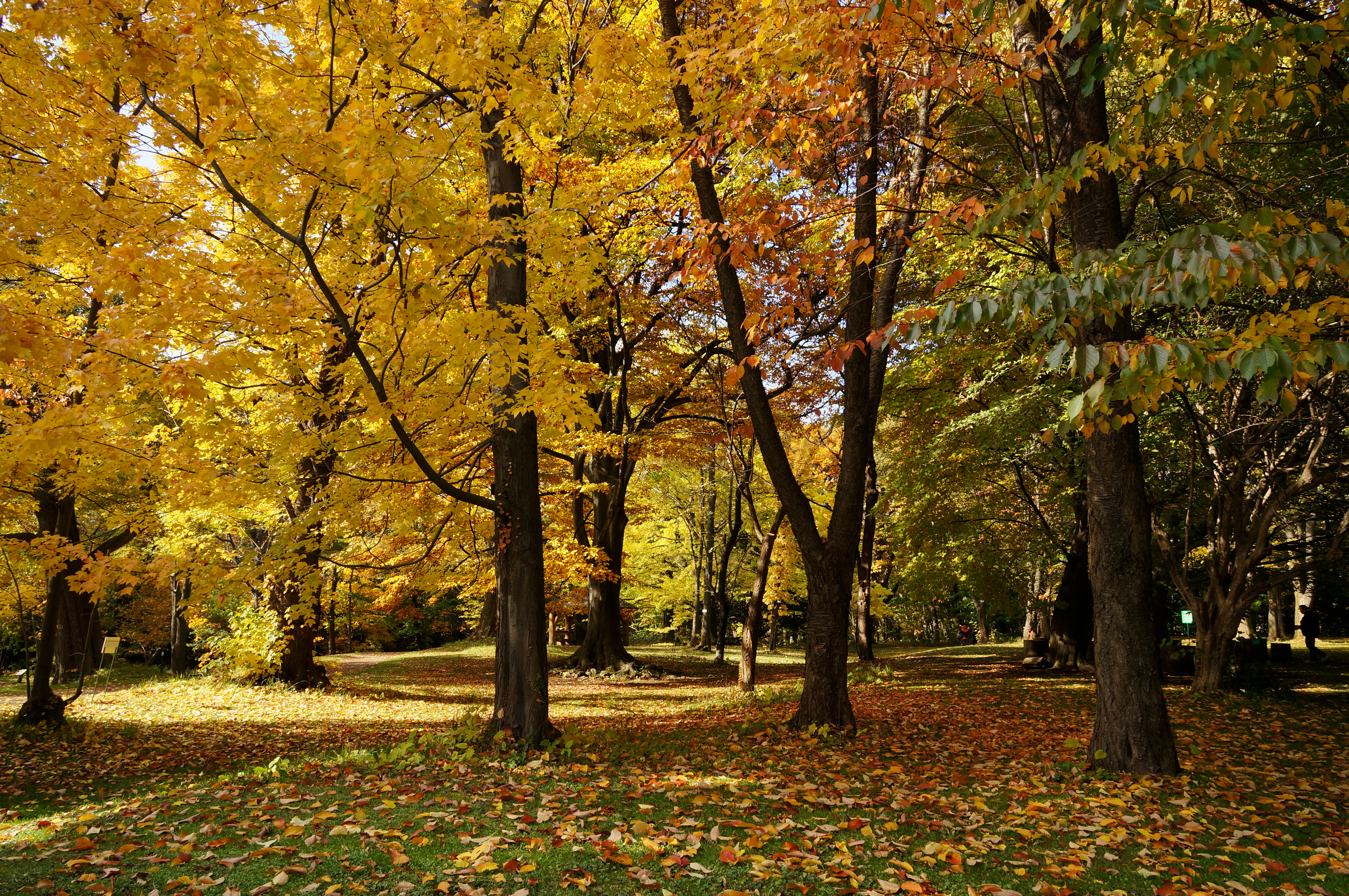
Botanischer Garten
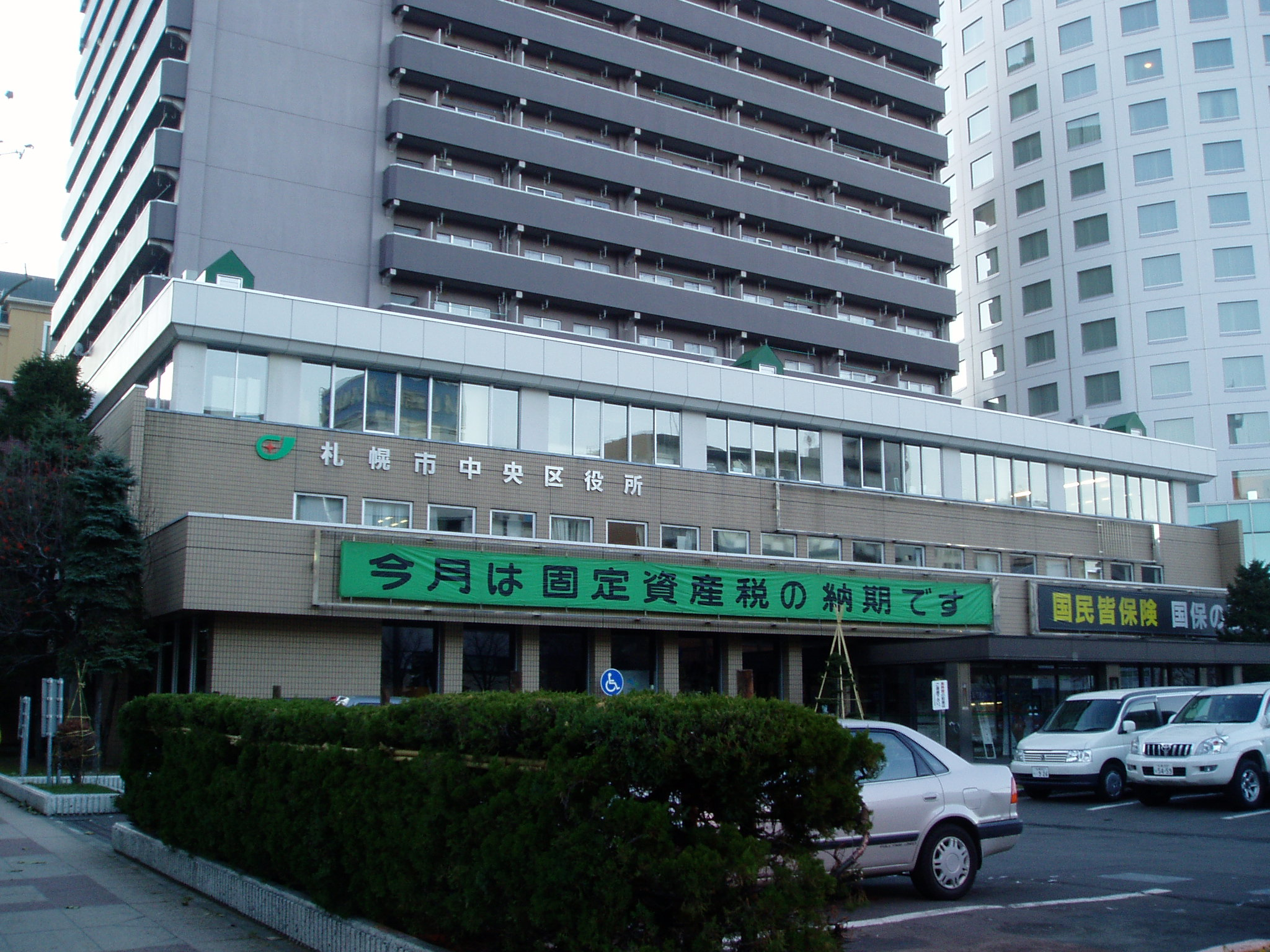
Rathaus von Chūō-ku
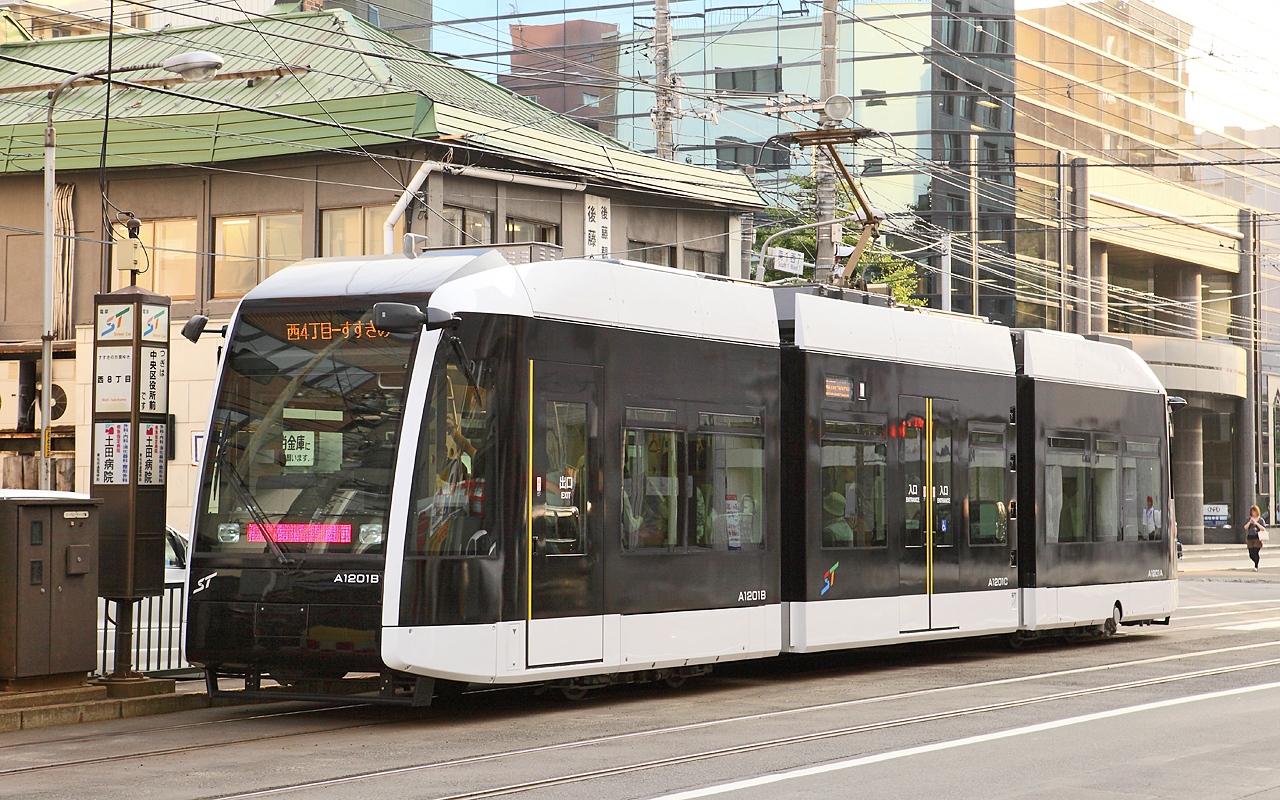
Straßenbahn
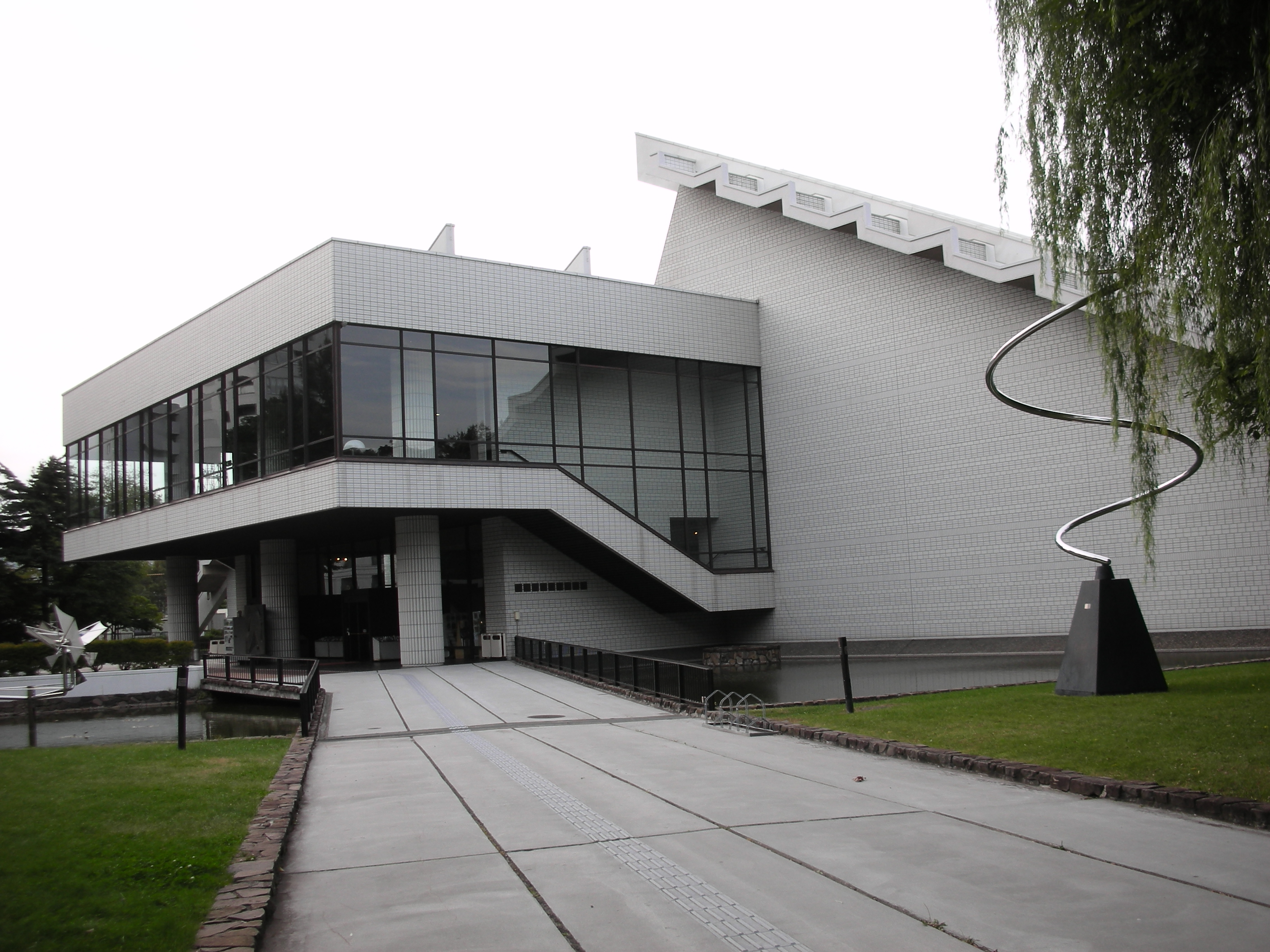
Museum für moderne Kunst Hokkaidō
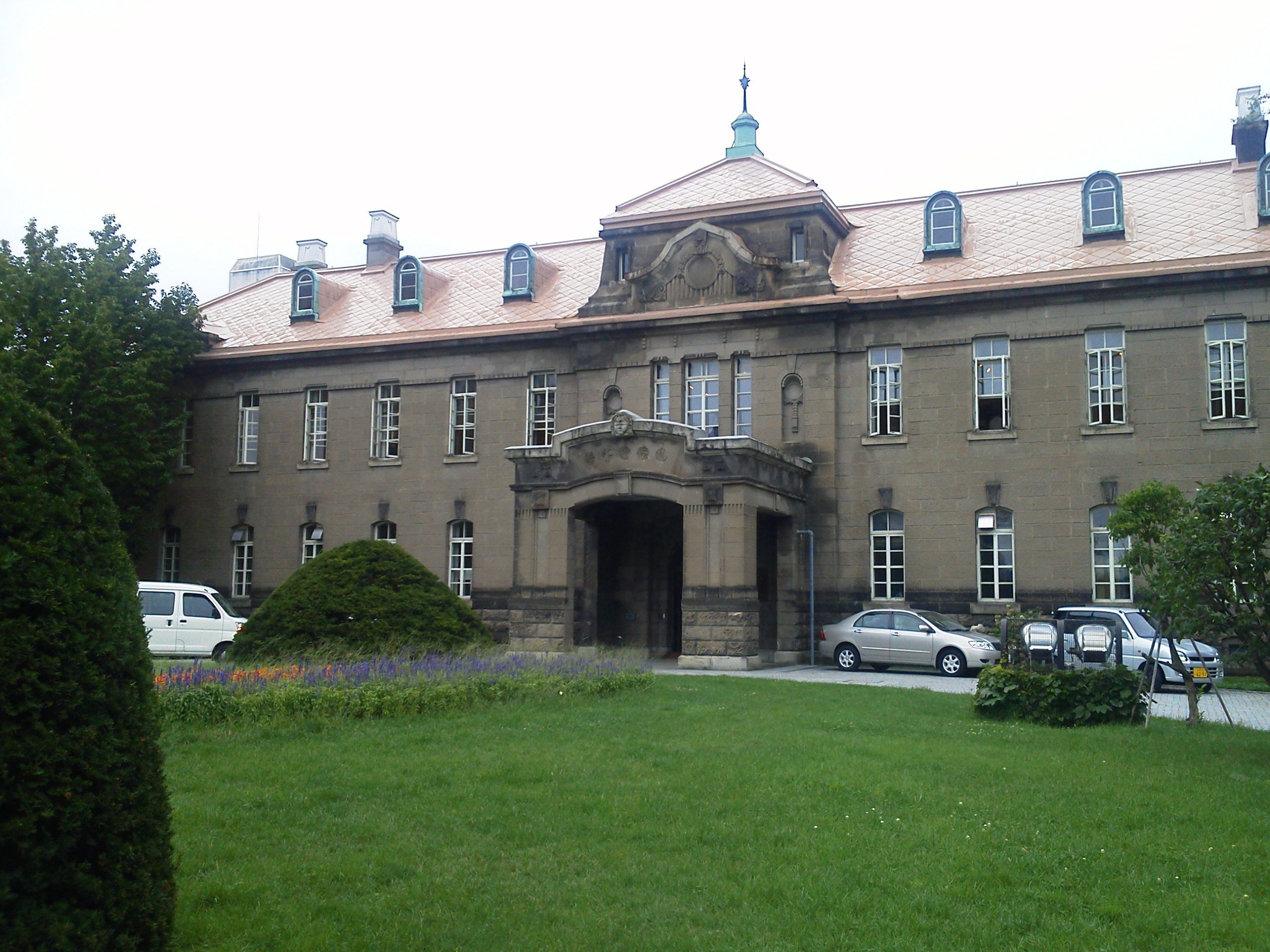
Städtisches Kunstmuseum
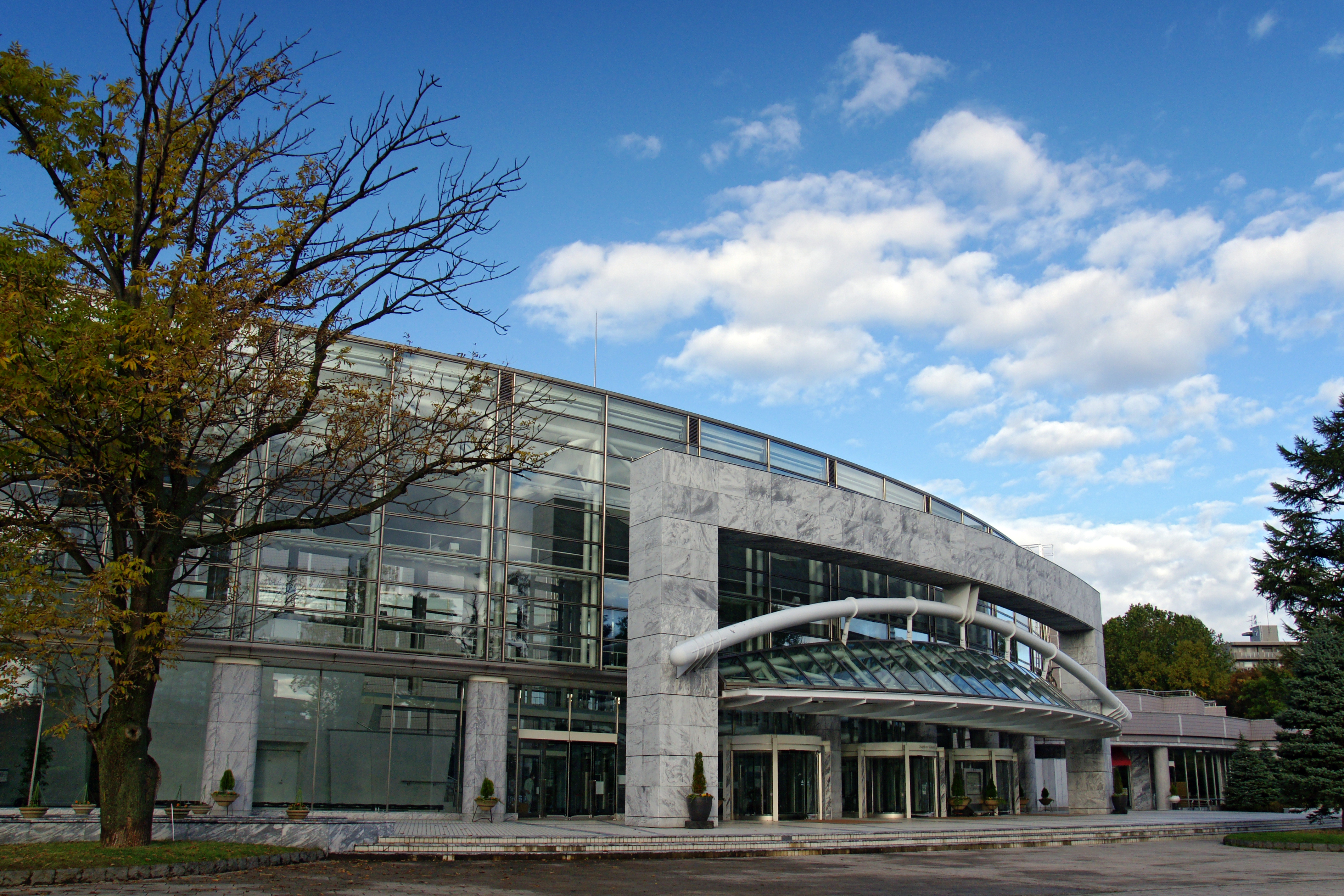
Kitara-Konzerthalle

## Kunst und Kultur
| - Hokkaidō Ainu Center - Hokkaidō-Shiki-Theater - Kitara-Konzerthalle - Literaturmuseum Hokkaidō - Migishi-Kotaro-Kunstmuseum - Miyanomori-Kunstmuseum - Museum für moderne Kunst Hokkaidō | - Nitori-Kulturzentrum - Sapporo-Konzerthalle - Stadthalle Sapporo - Städtisches Kunstmuseum Sapporo - Wasserwerkmuseum der Stadt Sapporo - 500m-Museum |

## Bildung
- Hokkai-Gakuen-Universität
- Medizinische Universität Sapporo
- Pädagogische Hochschule Hokkaidō
- Städtische Universität Nayoro (Satellitenbüro Sapporo)
- Städtische Universität Sapporo
- Universität für Gesundheitswissenschaften

## Staatliche Einrichtungen
Chūō-ku ist der Standort zahlreicher staatlicher Einrichtungen. Dazu gehören die Verwaltung und das Parlament der Präfektur Hokkaidō, die Außenstellen verschiedener Ministerien und Behörden, das Obergericht Sapporo und weitere Gerichtsinstanzen. Hinzu kommen die Hauptquartiere der Präfekturpolizei und der Nordarmee der Selbstverteidigungsstreitkräfte.